# Phillipsburg (Ohio)
Phillipsburg – wieś w Stanach Zjednoczonych, w stanie Ohio, w hrabstwie Montgomery.